# Haema

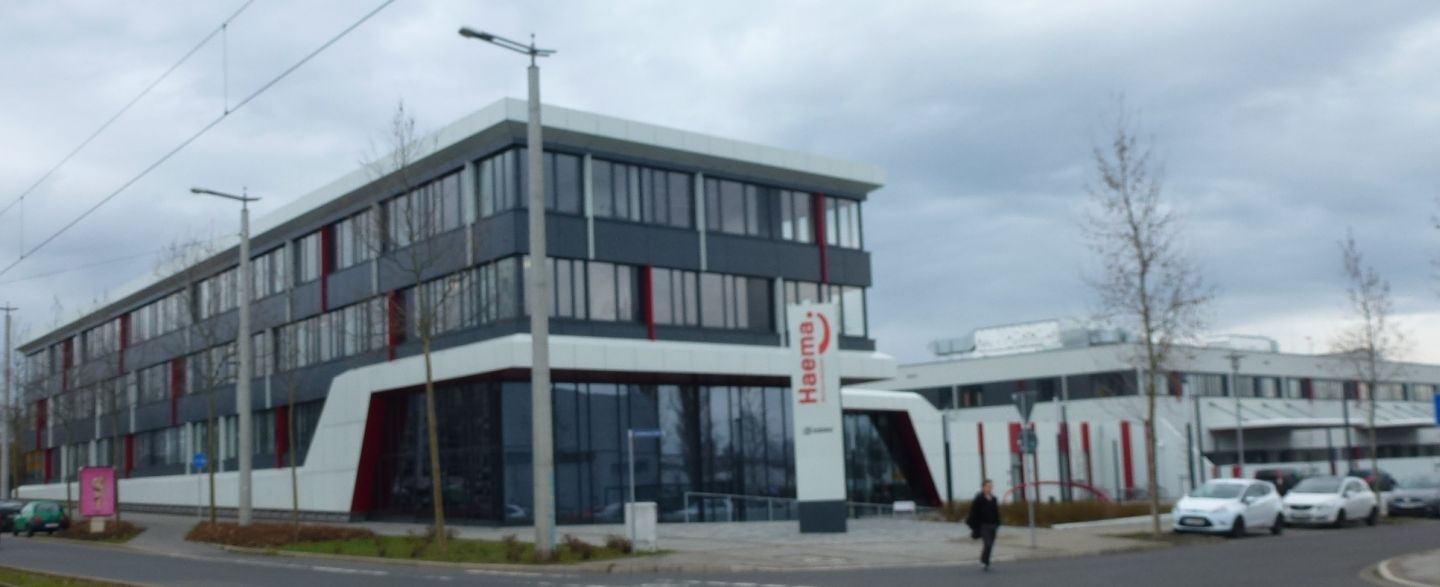
Zentrale in Leipzig

Die Haema GmbH ist die größte private Blutspendeeinrichtung in der Bundesrepublik Deutschland. Als pharmazeutisches Unternehmen stellt sie Fertigarzneimittel zur unmittelbaren Transfusion in der Patientenversorgung in Kliniken und Arztpraxen sowie Blutplasma zur Weiterverarbeitung in der pharmazeutischen Industrie her.

## Geschichte
Die Haema hat ihren Ursprung in einer Unternehmensgründung des Freistaates Sachsen sowie der Landkreise Oschatz und Döbeln im Jahr 1993 unter dem Namen Labor Diagnostika GmbH. 1996 erfolgte die Privatisierung der Gesellschaft. Ein Jahr später wurde die Gebietsblutspendezentrale Grimma, eine der ältesten Blutspendeeinrichtungen Deutschlands (gegr. 1954), übernommen.
Im Jahr 2002 wurde die Haema Holding AG (Berlin) übernommen.
Hierbei konnte sich die Stadt Leipzig im Kampf um den Firmensitz gegen Berlin durchsetzen. Die Zentralisierung wesentlicher Unternehmensbereiche am Standort Leipzig wurde 2005 abgeschlossen. Die Unternehmenszentrale befand sich bis November 2012 in der Bio City Leipzig. Seit Dezember 2012 befindet sich der Firmensitz in der Landsteinerstraße auf dem Gelände der Alten Messe Leipzig.
2010 schied Wolfgang Strauch, der die kommunale Firma privatisierte, als langjähriger Geschäftsführer und Vorstand aus.
Seit 27. Juli 2018 ist Rudolf E. Meixner Vorsitzender des Unternehmens und Leiter der Geschäftsführung (CEO). Neben ihm sind Jordi Balsells Valls und Marcos Lopéz Mate seit Januar 2025 ebenfalls Mitglieder der Geschäftsführung.
Die Haema war bis Mai 2018 eine 100%ige Tochter der Aton GmbH. Im März 2018 wurde die vollständige Übernahme von Haema durch Grifols vereinbart, im Dezember wurde Haema an die niederländische Investmentgruppe Scranton Enterprises, die Grifols-Aktionärin ist, verkauft. Im Dezember 2024 hat das Unternehmen die Rechtsform von einer Aktiengesellschaft (AG) in eine Gesellschaft mit beschränkter Haftung (GmbH) geändert und wurde umbenannt in "Haema GmbH".
Zurzeit (2025) gibt es 40 Haema Blut- und Plasmaspendezentren in Deutschland, es gibt elf Zentren in Sachsen, sechs in Berlin, fünf in Thüringen, vier in Nordrhein-Westfalen, drei in Brandenburg, zwei in Mecklenburg-Vorpommern, sieben in Bayern sowie je eins in Sachsen-Anhalt und in Schleswig-Holstein.

## Produkte und Dienstleistungen
Die Haema GmbH betreibt einen überregionalen Blutspendedienst und erbringt Dienstleistungen in der Transfusionsmedizin. Folgende Arzneimittel aus Blut und Plasma stehen zur Verfügung:
- Erythrozytenkonzentrat
- Thrombozytapheresekonzentrat
- Gefrorenes Frischplasma
- Spezialpräparate

Außerdem bietet die Haema GmbH Dienstleistungen zur Transfusionsmedizin an:
- Transfusionsmedizinischer Bereitschaftsdienst
- Immunhämatologisches Labor
- Durchführung von Leukapherese/Stammzellspende

Zusätzlich sind Therapieansätze vorhanden für:
- Mikrozirkulationsstörungen
- Immunologisch bedingte Erkrankungen
- Lipidstoffwechselstörungen
- Hemmkörperhämophilie
- Eisenstoffwechselstörungen

5 % des Blutbedarfs in Deutschland werden von unabhängigen Spendediensten gedeckt, 4 % allein durch die Haema.